# WTA de Nuremberg
O WTA de Nuremberg – ou Nürnberger Versicherungscup, na última edição – foi um torneio de tênis profissional feminino, de nível WTA International.
Realizado em Nuremberg, na Alemanha, estreou em 2013. Os jogos eram disputados em quadras de saibro durante o mês de maio. Em 2020, devido à saída do patrocinador, foi extinto.

## Finais

### Simples
| Ano  | Campeã           | Vice-campeã          | Resultado      |
| ---- | ---------------- | -------------------- | -------------- |
| 2019 | Yulia Putintseva | Tamara Zidanšek      | 4–6, 6–4, 6–2  |
| 2018 | Johanna Larsson  | Alison Riske         | 7–64, 6–4      |
| 2017 | Kiki Bertens     | Barbora Krejčíková   | 6–2, 6–1       |
| 2016 | Kiki Bertens     | Mariana Duque-Mariño | 6–2, 6–2       |
| 2015 | Karin Knapp      | Roberta Vinci        | 7–65, 4–6, 6–1 |
| 2014 | Eugenie Bouchard | Karolína Plíšková    | 6–2, 4–6, 6–3  |
| 2013 | Simona Halep     | Andrea Petkovic      | 6–3, 6–3       |

### Duplas
| Ano  | Campeãs                                | Vice-campeãs                      | Resultado         |
| ---- | -------------------------------------- | --------------------------------- | ----------------- |
| 2019 | Gabriela Dabrowski Xu Yifan            | Sharon Fichman Nicole Melichar    | 4–6, 7–65, [10–5] |
| 2018 | Demi Schuurs Katarina Srebotnik        | Kirsten Flipkens Johanna Larsson  | 3–6, 6–3, [10–7]  |
| 2017 | Nicole Melichar Anna Smith             | Kirsten Flipkens Johanna Larsson  | 3–6, 6–3, [11–9]  |
| 2016 | Kiki Bertens Johanna Larsson           | Shuko Aoyama Renata Voráčová      | 6–3, 6–4          |
| 2015 | Chan Hao-ching Anabel Medina Garrigues | Lara Arruabarrena Raluca Olaru    | 6–4, 7–65         |
| 2014 | Michaëlla Krajicek Karolína Plíšková   | Raluca Olaru Shahar Pe'er         | 6–0, 4–6, [10–6]  |
| 2013 | Raluca Olaru Valeria Solovyeva         | Anna-Lena Grönefeld Květa Peschke | 2–6, 7–63, [11–9] |